# Yvan Benedetti
Pour les articles homonymes, voir Benedetti.
Yvan Benedetti, né le 16 septembre 1965 à La Réunion, est un militant d'extrême droite français. Il préside L'Œuvre française de 2012 jusqu'à sa dissolution en 2013.

## Biographie
Yvan Benedetti est d'origine corse par son père. Il fait ses débuts à Europe-Jeunesse, le mouvement scout de la Nouvelle Droite. Après deux années de classe préparatoire scientifique, il échoue au concours d'entrée en école d'ingénieur et s'oriente vers des études d'opticien. Il est ensuite pendant plusieurs années le bras droit de Pierre Sidos à la tête de L'Œuvre française, mouvement pétainiste et antisémite fondé en 1968 par ce dernier.
Entré au Front national, il devient sous cette étiquette conseiller municipal de Vénissieux. Il est alors considéré comme un proche de Bruno Gollnisch, et coordonne sa campagne dans le cadre de l'élection à la présidence du parti. Élu au comité central du FN lors du congrès de janvier 2011, il est exclu du parti en juillet de la même année, à la suite d'une interview dans laquelle il se déclarait « antisioniste, antisémite, anti-juif ».
En 2012, il succède à Pierre Sidos à la tête de L'Œuvre française ; il est alors épaulé par un autre exclu du FN, Alexandre Gabriac, qui anime de son côté le groupe Jeunesses nationalistes. Mais, en juillet 2013, les deux groupes sont dissous à la suite de l'affaire Clément Méric. Leurs anciens dirigeants réactivent alors le groupe Jeune Nation, appellation utilisée dans le passé par le groupe de Pierre Sidos.
En mars 2014, lors des élections municipales, Benedetti et Gabriac présentent à Vénissieux une liste baptisée Vénissieux fait front, en profitant de l'absence d'une candidature Front national. Ils obtiennent 10,27 % des suffrages, ainsi que des sièges au conseil municipal. Mais en raison des irrégularités liées à cette liste — sur laquelle des personnes avaient été inscrites contre leur gré — le scrutin est annulé quelques mois plus tard par le Conseil d'État : Benedetti lui-même est déclaré inéligible.
Yvan Benedetti devient ensuite porte-parole du Parti nationaliste français, à la suite de la réactivation de ce mouvement en 2015.
En 2017, le journaliste Philippe Pujol, cousin d'Yvan Benedetti, publie un livre intitulé Mon cousin le fasciste, dans lequel il décrit leurs relations que n'ont pas interrompues leurs idées opposées.
Fin 2018, il prend part au mouvement des Gilets jaunes. Sa présence est notamment remarquée par les médias en raison d'une altercation avec une équipe de Quotidien lors de l'acte III à Paris le 1er décembre 2018.
Le 25 avril 2019, auditionné par la commission d'enquête sur la lutte contre les groupuscules d'extrême droite en France, il tient des propos niant la réalité de la Shoah ; les députés Muriel Ressiguier et Adrien Morenas annoncent peu après saisir la justice au titre de la loi Gayssot.
Le 23 octobre 2021, Yvan Benedetti déclare sa candidature à l'élection présidentielle de 2022. Il n'obtient pas les parrainages nécessaires pour valider celle-ci.
En décembre 2023, il est nommé à la tête du parti belge Mouvement Nation.
En mars 2024, il joue le rôle, controversé, d'« observateur international » servant de caution à la réélection de Vladimir Poutine, qualifiée de « simulacre d'élection ».

## Affaires judiciaires
En juin 2019, Yvan Benedetti est condamné en appel pour la non-dissolution de L'Œuvre française.
Le 6 octobre 2019, pendant une manifestation anti-PMA se tenant à Paris, il bouscule ouvertement avec Hervé Ryssen des journalistes de Quotidien et participe à la dégradation de leur matériel dont une caméra. Il est pour ces faits placé en garde à vue le 21 janvier 2021, accusé d'« agression en bande organisée ». Un procès concernant cette affaire est prévu le 2 décembre 2022. Il est condamné à une peine de 1 500 euros d’amende. Il avait déjà été condamné six fois pour des faits de diffamation, de rébellion, d’outrage ou de violence.
En juin 2021, il est condamné pour diffamation et provocation publique à la haine envers les juifs après avoir publié sur son site internet une vidéo intitulée « Les Juifs, l’inceste et l’hystérie » dans laquelle les membres de la communauté juive sont décrits, selon le tribunal, comme étant « dans leur ensemble, de par leur "singularité", naturellement incestueux, ce plus que toute autre communauté ».
En septembre 2022, il est condamné à 10 000 euros d'amende pour contestation de crime contre l'humanité, en raison d'un article minimisant le nombre de morts de la Shoah.
En janvier 2023, dans un tweet, Yvan Benedetti traite un avocat de « raclure » et de « voyou », après le verdict dans l’affaire Axelle Dorier où la jeune femme avait été traînée sous une voiture. Il est reconnu coupable d’injure publique et condamné à payer 10 000 euros d'amende.
En octobre 2023, l'Observatoire juif de France dépose plainte contre Yvan Benedetti pour apologie du terrorisme.

## Prises de position
Le 22 octobre 2018, à l'occasion du décès de Robert Faurisson, Yvan Benedetti rend hommage sur Twitter au négationniste, qu'il qualifie notamment de « héraut des temps modernes qui aura marqué la 2e moitié du XXe siècle ».
En décembre 2018, il déclare souhaiter « imposer un ordre nouveau », dissoudre l'École nationale d'administration et pratiquer la « remigration ».
Lors de l'invasion de l'Ukraine par la Russie en 2022, Yvan Benedetti apporte son soutien au camp russe et voit une responsabilité de l'OTAN dans ce conflit. Il cautionne les référendums russes en Ukraine en 2022 et l'élection présidentielle russe en temps qu'observateur avec d'autres personnalités politiques françaises d'extrême droite en 2024, dans le but de soutenir le pouvoir en place.
Lors de la guerre de Gaza depuis 2023, Yvan Benedetti prend position en faveur de la Palestine.